# جک هرمانسون
جک هرمانسون (انگلیسی: Jack Hermansson؛ زادهٔ ۱۹۸۸) ورزشکار هنرهای رزمی ترکیبی اهل سوئد است.